# Батуринская
Бату́ринская — станица в Брюховецком районе Краснодарского края.
Административный центр Батуринского сельского поселения.
Население — 3,6 тыс. жителей (2002), четвёртое место по району.

## География
Станица расположена на реке Бейсуг, в 35 км к востоку от районного центра — станицы Брюховецкой, где расположена ближайшая железнодорожная станция.

### Улицы
| - пер. Рыбачий, - пер. Советский, - ул. Береговая, - ул. Восточная, - ул. Выгонная, - ул. Гагарина, - ул. Горького, - ул. Захарченко, - ул. Зелёная, - ул. Кирпичная, |  | - ул. Комсомольская, - ул. Короткова, - ул. Красная, - ул. Красноармейская, - ул. Красных Партизан, - ул. Ленина, - ул. Мира, - ул. Мостовая, - ул. Новая, - ул. Октябрьская, |  | - ул. Первомайская, - ул. Пролетарская, - ул. Толстого, - ул. Фрунзе, - ул. Чапаева, - ул. Шевченко, - ул. Школьная, - ул. Шоссейная, - ул. Южная. - ул. Короткого |

## История
Батуринское куренное селение — одно из 40 первых поселений запорожских казаков на Кубани (см. Кубанские казаки).
Основано в 1794 году. Курень Сечи получил своё название по городу Батурин. С 1842 года — станица Батуринская.
Входила в Кавказский отдел Кубанской области.

## Население
| 2002 | 2010  |
| ---- | ----- |
| 3631 | ↘3264 |

## Люди, связанные со станицей
- Ванин, Феодосий Карпович (р. 1914, станица Батуринская) — бронзовый призёр чемпионата Европы, неоднократный чемпион СССР в стайерском и марафонском беге
- Захарченко, Павел Фёдорович (1917, станица Батуринская — 1943) — участник Великой Отечественной войны, Герой Советского Союза. В Батуринской названа улица в его честь
- Коротков, Михаил Иванович (1905, станица Батуринская — 1942) — участник Великой Отечественной войны, Герой Советского Союза. В Батуринской названа улица в его честь
- Кущь Михаил Яковлевич — диакон Никольского станичного храма. Во время кратковременного господства красных в станице, 14 марта 1918 года, революционным судом был обвинен приговорен к смерти и убит[4].
- Тарелкин, Борис Исидорович (род. 1939) — советский и российский живописец, график, член Союза художников России с 1985 года. Заслуженный художник Российской Федерации (2008).